# The Afterman: Ascension
Pour les articles homonymes, voir Ascension.
Albums de Coheed and Cambria
Year of the Black Rainbow
(2010) The Afterman: Descension
(2013)
Singles
1. Key Entity Extraction I: Domino the Destitute
Sortie : 28 août 2012
2. The Afterman
Sortie : 16 novembre 2012

The Afterman: Ascension est le sixième album du groupe américain de rock progressif Coheed and Cambria publié le 9 octobre 2012 par Hundred Handed et Everything Evil. C'est la première partie d'un double album dont la deuxième partie, The Afterman: Descension sortira en février 2013.
L'enregistrement a duré sept mois entre 2011 et 2012 et le premier single "Key Entity Extraction I: Domino the Destitute" est sorti en août 2012. L'album prolonge l'histoire de The Amory Wars en se focalisant sur le personnage de Sirius Amory.

## Liste des chansons
| No | Titre                                            | Durée |
| -- | ------------------------------------------------ | ----- |
| 1. | The Hollow                                       | 2:11  |
| 2. | Key Entity Extraction I: Domino the Destitute    | 7:51  |
| 3. | The Afterman                                     | 3:11  |
| 4. | Mothers of Men                                   | 4:11  |
| 5. | Goodnight, Fair Lady                             | 3:23  |
| 6. | Key Entity Extraction II: Holly Wood the Cracked | 3:26  |
| 7. | Key Entity Extraction III: Vic the Butcher       | 5:47  |
| 8. | Key Entity Extraction IV: Evagria the Faithful   | 6:22  |
| 9. | Subtraction                                      | 3:07  |

## Composition du groupe
- Claudio Sanchez – voix, guitare, piano électrique, voix de Sirius Amory
- Travis Stever – guitare, chœurs
- Josh Eppard – batterie, percussion, synthetiseur, chœurs
- Zach Cooper – basse, chœurs